# Angelmo Vyent
Angelmo Vyent (Rotterdam, 4 september 1991) is een Nederlands voetballer van Surinaamse afkomst die als aanvaller speelt.

## Carrière
Angelmo Vyent speelde in de jeugd van HOV en Sparta Rotterdam, waarna hij voor de amateurclubs SVV Scheveningen, SC Feyenoord, FC Boshuizen, XerxesDZB, weer SVV Scheveningen en VV Capelle speelde. In oktober 2018 vertrok hij naar Griekenland, om voor de amateurclub AO Katastariou te spelen. Na een half seizoen vertrok hij naar AO Episkopi, uitkomend in de Gamma Ethniki. In 2019 vertrok Vyent, nadat hij in de zomer zijn conditie op peil had gehouden bij Ido's Football Club naar het Albanese Luftëtari Gjirokastër. Hier maakte hij zijn debuut in het betaald voetbal op 31 augustus 2019 in de met 3-1 verloren uitwedstrijd tegen KS Teuta Durrës, waarin hij de assist op het enige doelpunt leverde. Per januari 2020 werd zijn contract ontbonden en sloot hij bij hoofdklasser IFC aan.

### Statistieken
| Seizoen                        | Club                  | Land           | Competitie             | Competitie | Competitie | Beker | Beker | Totaal | Totaal |
| Seizoen                        | Club                  | Land           | Competitie             | Wed.       | Dlp.       | Wed.  | Dlp.  | Wed.   | Dlp.   |
| ------------------------------ | --------------------- | -------------- | ---------------------- | ---------- | ---------- | ----- | ----- | ------ | ------ |
| 2016/17                        | SVV Scheveningen      | Nederland      | Derde divisie zaterdag | 9          | 0          | 1     | 0     | 10     | 0      |
| 2017/18                        | VV Capelle            | Nederland      | Derde divisie zaterdag | 28         | 3          | 3     | 1     | 31     | 4      |
| 2019/20                        | Luftëtari Gjirokastër | Albanië        | Kategoria Superiore    | 11         | 0          | 2     | 1     | 13     | 1      |
| Carrièretotaal                 | Carrièretotaal        | Carrièretotaal | Carrièretotaal         | 48         | 3          | 6     | 2     | 54     | 5      |
| Bijgewerkt op 17 februari 2020 |                       |                |                        |            |            |       |       |        |        |